# Barrio Bordo Nuevo
Barrio Bordo Nuevo är en ort i Mexiko.   Den ligger i kommunen Toluca och delstaten Mexiko, i den sydöstra delen av landet, 60 km väster om huvudstaden Mexico City. Barrio Bordo Nuevo ligger 2 606 meter över havet och antalet invånare är 1 718.
Terrängen runt Barrio Bordo Nuevo är huvudsakligen platt, men söderut är den kuperad. Runt Barrio Bordo Nuevo är det tätbefolkat, med 683 invånare per kvadratkilometer. Närmaste större samhälle är Toluca, 10,4 km söder om Barrio Bordo Nuevo. Trakten runt Barrio Bordo Nuevo består till största delen av jordbruksmark.